# Mike Smrek
Michael Frank Smrek, detto Mike (Welland, 31 agosto 1962), è un ex cestista canadese, professionista nella NBA, in Italia, Grecia e Croazia.

## Carriera
È stato selezionato dai Portland Trail Blazers al secondo giro del Draft NBA 1985 (25ª scelta assoluta).
Con il Canada ha disputato i Campionati americani del 1992 e i Campionati mondiali del 1994.

## Palmarès
- Campionato NBA: 2

Los Angeles Lakers: 1987, 1988
- Coppa di Croazia: 1

Spalato: 1997